# Blue Network
Blue Network (ранее известна как NBC Blue Network) — бывшая американская радиосеть, вещавшая с 1927 по 1945 год. Возникнув как одна из двух радиосетей National Broadcasting Company (NBC), в 1942 году после распродажи активов в результате судебного разбирательства по антимонопольному законодательству она стала независимой и была прямым предшественником появившейся в 1943—1945 годах независимой радиосети и будущей телесети American Broadcasting Company (ABC).

## Ранняя история
Blue Network возникла в 1923 году, когда Radio Corporation of America купила у Westinghouse радиостанцию WJZ в Ньюарке, которая уже в мае переехала в Нью-Йорк. Основа радиосети появилась 1 августа 1923 года, когда RCA запустила радиостанцию WRC в Вашингтоне. Радиоисторик Элизабет МакЛеод отмечала, что только в 1924 году «Радиогруппа» официально начала работу в формате сети. Центральными станциями «Радиогруппы» были станции RCA WJZ и WRC; станция Westinghouse WBZ в Спрингфилде, Массачусетс; и станция General Electric WGY в нью-йоркском Скенектади.
Основным конкурентом RCA до 1926 года был отдел радиовещания AT&T, которая в 1921 году начала использовать его для испытания оборудования, разрабатываемого и производимого её дочерней компанией Western Electric. AT&T использовала свои собственные высококачественные линии передачи и отказывалась сдавать их в аренду конкурирующим организациям, вынуждая RCA использовать телеграфные линии Western Union, которые не были так хорошо откалиброваны для передачи голоса.
Тем не менее, сеть WJZ стремилась конкурировать с сетью AT&T, которая базировалась вокруг другой нью-йоркской радиостанции — WEAF. Например, обе станции отправили команды дикторов для освещения Национального съезда Демократической партии 1924 года, который проходил в их родном городе в Мэдисон-Сквер-Гарден.

## Создание

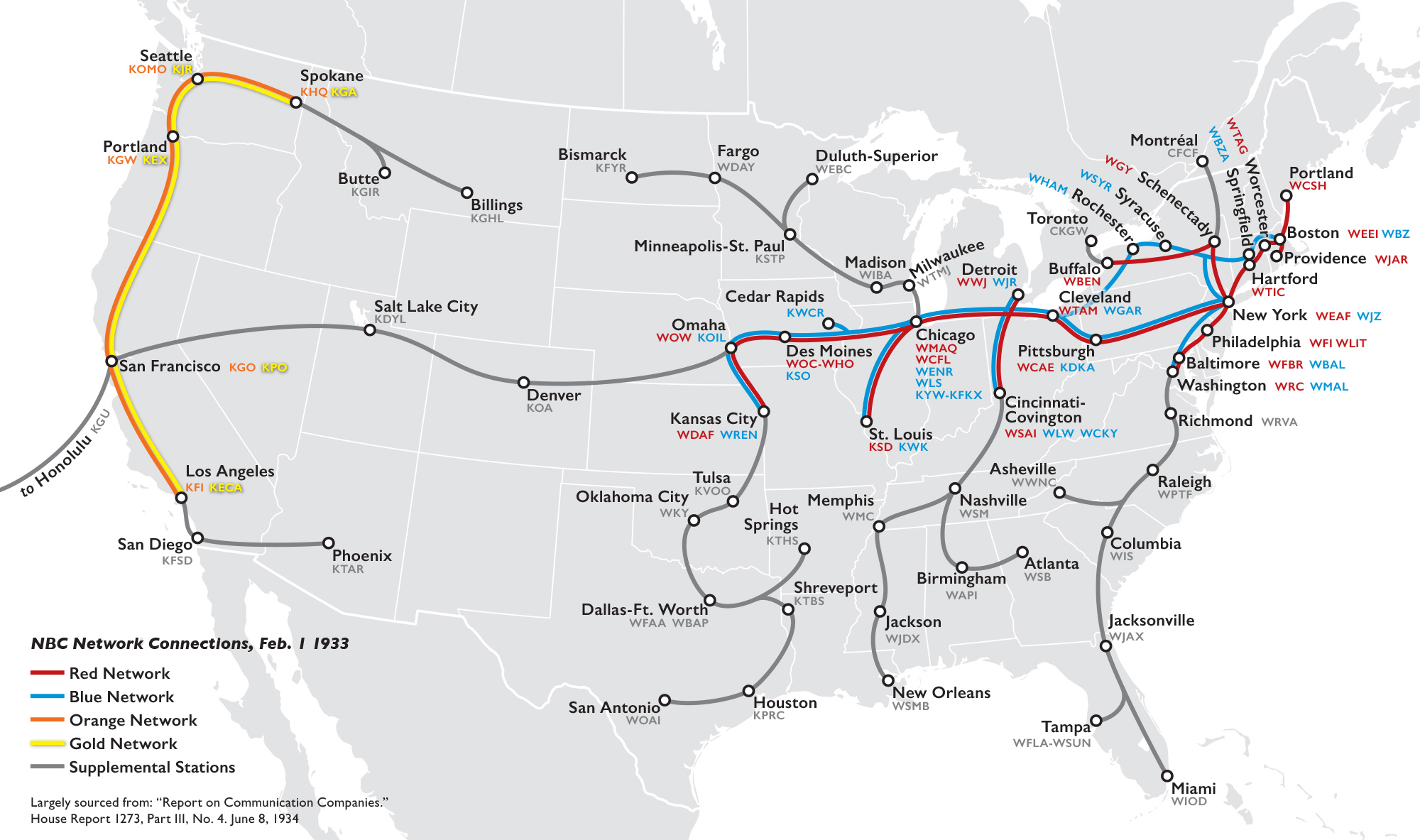
Радиосеть NBC в 1933 году.

RCA (а также её партнёры по консорциуму General Electric и Westinghouse) пережили перерыв в 1926 году, когда AT&T приняла корпоративное решение выйти из вещательного бизнеса и сосредоточиться на своём телекоммуникационном бизнесе.
Первым шагом AT&T было создание 15 мая 1926 года Broadcasting Company of America для владения своими вещательными активами, в том числе WEAF и WCAP в Вашингтоне. Как сообщалось в прессе, этот шаг был вызван ростом радиовещательной деятельности AT&T и связанными с этим особыми проблемами, хотя, похоже, последующие действия по продаже активов BCA также могли сыграть свою роль. В июле 1926 года AT&T продала WEAF RCA за 1 млн долл, что было существенной дороже по сравнению с другими радиостанциями и отображало признание статуса WEAF и её доступа к линиям AT&T. Переговоры о продаже могли состояться вскоре после создания BCA, сам договор купли-продажи WEAF датируется 1 июля 1926 года. 28 июля 1926 года стало известно о покупке RCA радиостанции WCAP, вместо которой на волне 640 AM начало вещание WRC.
В рамках реорганизации приобретённых вещательных активов 13 сентября 1926 года возникла National Broadcasting Company, а 15 ноября состоялась её первая трансляция. Этот эфир ознаменовал фактическое формирование NBC Red Network из активов сети WEAF с использованием радиостанции WEAF в качестве флагманской станции; новая радиосеть транслировала популярные развлекательные программы. 1 января 1927 года радиостанция WJZ стала флагманской станцией Blue Network, уделявшей большее внимание новостям и общественно-значимым событиям. Цветовые обозначения сетей были основаны на их отображении на картах: с красными линиями (или кнопками), обозначающими цепи радиосети WEAF, а синим цветом — цепи WJZ.

## История (1927—1945)

### Сотрудничество с Red Network. Формат

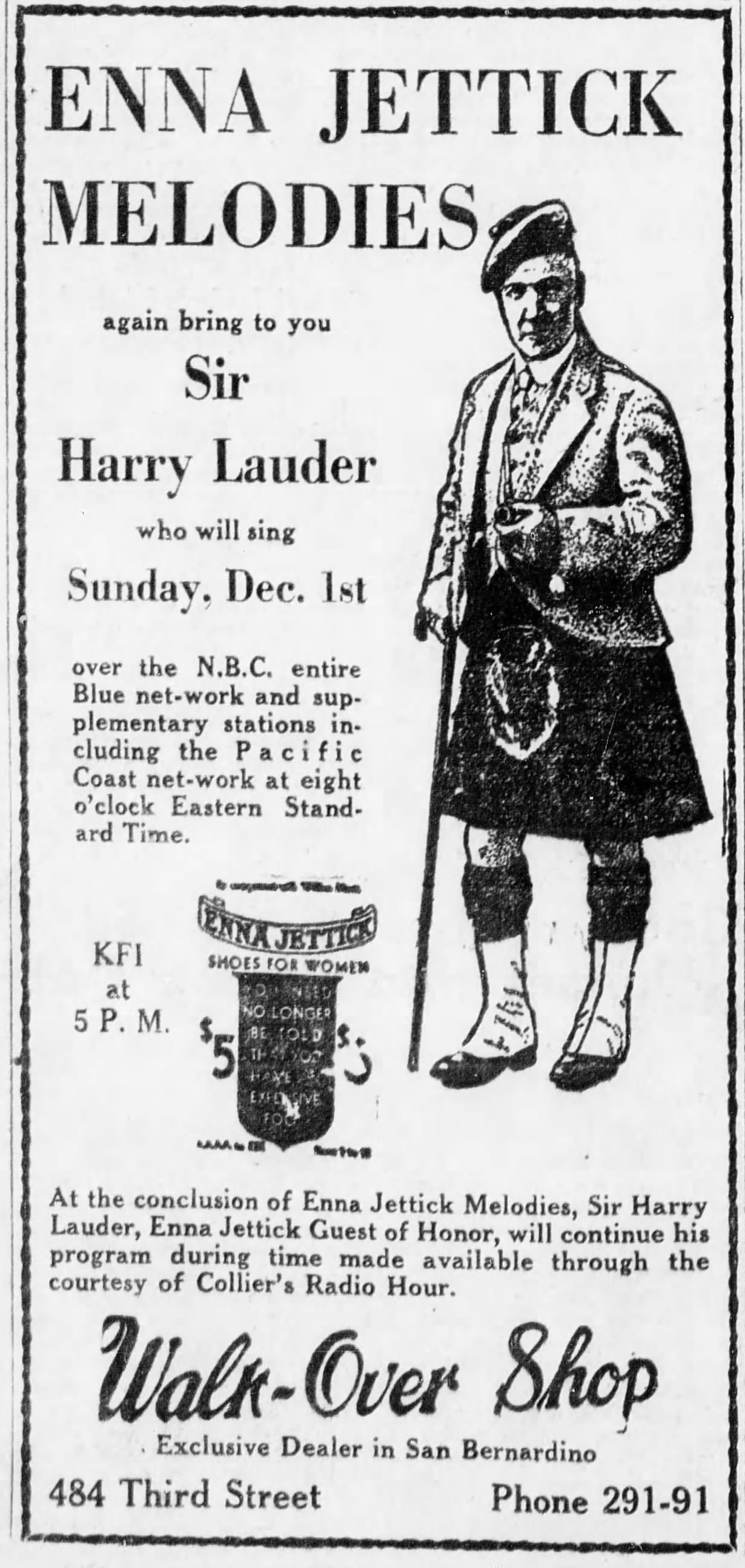
Афиша выступления Гарри Лаудера на NBC Blue 1 декабря 1929 года, трансляцию которой вели NBC Blue, NBC Orange (Западной побережье) и NBC Red.

Red и Blue Network использовали общих инженеров и здания, и нередко освещали одни и те же события. Как минимум в январе 1939 года NBC пыталась сделать две радиосети отличными друг от друга, хотя они и в дальнейшем организовывали совместные эфиры В формате развлекательных программ Blue Network была квази «фарм-клубом» для Red Network, которые после удачливого дебюта переходили на имевшую более широкую аудиторию радиосетьr. Также были примеры перехода с Blue на конкурирующие радиосети, вроде ушедших на CBS Lux Radio Theatre (1934-35) и программы Уилла Роджерса (1933). В находящихся в библиотеке Конгресса исторических файлах NBC есть свидетельства недовольства управлением Blue: слабая программная политика, пренебрежение в пользу Red, отсутствие у её филиалов доступа к трансляциям Мировой серии и самовольный перенос программ «Эмоса и Энди» и Эла Писра на Red Network
На момент запуска радиосеть состояла из семи радиостанций, к концу 1929 года их число составило 17, а к 1937 году — 33. При этом в 1938 году у конкурирующих Mutual и CBS было 107 и 114 филиалов. Также Blue Network в отличие от Red Network не могла полностью продать своё рекламное время, из-за чего в 1937—1938 году две радиосети показывали разнонаправленную финансовую динамику Радиоисторик Элизабет МакЛеод отметила что по состоянию на 1938 г. у NBC было 23 станции в группе «Базовый красный» и 24 в группе «Базовый синий», причём 107 станций могли быть красными или синими в зависимости от потребностей спонсора. В ту эпоху NBC предлагала спонсорам рекламный пакет, построенный вокруг «базовой» группы станций, к которой в случае нужды добавлялись региональные блоки. Ранним примером этого является программа «Маховик, Шистер и Маховик», которая транслировалась в определённых регионах, где Esso и продавала свой бензин; в то же время общенациональная Texaco использовала возможности всей радиосети для спонсирования выступлений Эд Винн.
Хотя Blue Network в основном не имела много популярных программ, перешедшее к ней с чикагской радиостанции WMAQ при участии спонсора Pepsodent шоу Эймос и Энди в первые годы 1930-х годов пользовалось бешеной популярностью (почти половина аудитории слушала это шоу) Так как у Blue Network не было филиалов/партнёров на западном побережье США, общенациональный эфир с берега до берега был организован при участии NBC Orange Network. В конце 1920-х и начале 1930-х годов Blue Network славилась своими детскими программами, хотя сейчас трудно установить их характер.

### Имидж
В общественном мнении Blue Network имела репутацию более меньшей радиосети, но более интеллектуальной и посвящённой общественным темам. Её известными программами были эфиры симфонического оркестра NBC и Метрополитен-опера, посвящённая обсуждению текущих событий America's Town Meeting of the Air (одна из долгожителей эфира, получавшая премию Пибоди в категории «Лучшая образовательная программа» в 1943 и 1945 годах), бывшие самыми популярными на радиосети в конце 1930-х и начале 1940-х годов новостные программы Лоуэлла Томаса и Уолтера Винчелла конкурс певцов Auditions of the Air (в 1941 году перешло на Red) и поддерживалось Министерством сельского хозяйства США, было одной из выдающихся дневных программ Blue Network и Национальный фермерский и домашний час, поддерживаемая министерством сельского хозяйства США и выходившая в эфир с 1929 по март 1945 года, после чего перешла на NBC. В 1940 году вышла спонсируемая химической компанией DuPont программа Кавалькада Америки, в которой драматически изображали исторические события страны. Дебютировав в 1935 году на CBS, шоу перешло на Blue в январе 1940 года, а через года — на Red и телеканал. Программа отличалась серьёзным подходом к созданию выпусков: историческую достоверность событий проверяли университетские профессор, а сценарии создавал будущий лауреат Пулитцервоской премии Артур Миллер.
Элизабет МакЛеод предположила, что помимо короткого периода в конце 1920-х и начале 1930-х годов, когда NBC Red и NBC Blue имели разные последовательности сигналов, эти радиосети не дифференцировались в течение многих лет. NBC Red также транслировала ряд высокопрофессиональных программ, таких как «Голос Файерстоуна», «Час Этуотера Кента» и «Концерты городского обслуживания». Кроме того, она отмечает, что до 1936—1937 годов поддержка сетей «бэк-офисом» была одинаковой, и часто станции переходили из одной сети в другую, в зависимости от потребностей спонсора. МакЛеод считает, что только после начала изучения сетевых практик Федеральной комиссией по связи, RCA решила сформировать конкретный формат NBC Blue и создать симфонический оркестр NBC.
В конфиденциальном меморандуме от 13 мая 1936 года излагается сетевая политика против смешивания красных и синих сетевых станций, а меморандум отдела продаж от октября 1938 года содержал тезисы для обсуждения того, как дифференцировать Blue от Red и CBS Ещё в декабре 1932 года NBC ввела политику запрета конкретных ссылок не только на CBS, но даже на Red Network.
NBC начала наращивать усилия по расширению сети: к январю 1941 года она насчитывала 92 станции от побережья до побережья. В вышедшей в конце 1936 года публикации NBC «Great and Growing Greater» описывались усилия по увеличению размера и качества станций Blue Network. Среди упомянутых и предложенных улучшений было увеличение мощности вещания WJZ и KDKA до 50 000 Вт, добавление новых станций WEAN, WICC и WEBR, появление отдельной сети Тихоокеанского побережья (KGO, KECA, KFSD, KEX, KJR и KGA) и расширение дневной мощности станций KOIL, KWK и KSO.
NBC как минимум с лета 1939 года предприняла энергичные шаги по созданию различающихся брендов для Red и Blue. Как осенью 1937 года, так и осенью 1941 года NBC специально определяла программу передач на Red и Blue. Для Red Network была сделана ставка на развлекательный формат.

## Продажа (1940—1943)

### Борьба с ФКС
В конце 1930-х годов NBC серьёзно подумала о продаже Blue Network, в обсуждениях участвовал глава RCA Дэвид Сарнофф по собственной инициативе There are substantial materials contained in the NBC History Files at the Library of Congress.
В течение 1930-х годов NBC и CBS обвинялись, в том числе конкурирующей радиосетью Mutual, в антиконкурентных действиях: удержании артистов и ведущих через внутренние бюро талантов, а также навязывая аффилированным радиостанциям обременительные контракты.
В мае 1940 года Федеральная комиссия по связи по итогам трёхлетнего расследования опубликовала отчёт, критиковавший политику двух радиосетей по вышеуказанным вопросам. Было предложено ограничить радиосеть одной радиостанцией в каждом городе, что наносило серьёзный удар по Blue и Red. В мае 1941 года ФКС издала формальные правила, которые ещё жёстче сказались на NBC.

### Суд
Последующие слушания в Конгрессе осенью 1941 года привели к смягчению правил, но 31 декабря 1941 года антимонопольный отдел Министерства юстиции подал антимонопольный иск против NBC и CBS. В то же время Mutual подала собственный антимонопольный иск на сумму 10,275 млн долл.
Пока антимонопольные иски находились на рассмотрении, NBC и CBS подали апелляции относительно способности ФКС регулировать работу радиосетей. Пока эти апелляции находились в стадии рассмотрения, NBC начала процесс формального разделения операций Red Network и Blue Network, который был начат ещё в 1939 году с образования отдельного отдела продаж и других управленческих звеньев для Blue Network. NBC начала специально идентифицировать две радиосети, например разделяя между ними персонал и помещения. 8 января 1942 года для радиосети было сформировано отдельное юридическое лицо «Blue Network Company, Inc». С этого момента, хотя NBC по-прежнему владела Blue Network, для большинства целей она была полностью отдельная сеть. NBC Red в этот момент стали называть просто NBC.
В июне 1942 года Верховный суд подтвердил юрисдикцию ФКС в отношении выпуска правил, касающихся сетевого вещания. В то время как судебный процесс ФКС продолжался и после принятия этого решения, публичные и частные судебные разбирательства по антимонопольному законодательству были приостановлены.
10 мая 1943 года Верховный суд (National Broadcasting Co. против США, 319 US 190) подтвердил право ведомства регулировать практически все аспекты радиоотрасли, поддержав юрисдикцию ФКС по регулированию договорных отношений радиосетей с радиостанциями-партнёрами. Попытки в конце года получить в сенатском межгосударственном комитете по торговле фактически отменивший это решение закон ни к чему не привели.

### Продажа
Торги начались с первоначальной ставки в 6 млн долл., которая последовательно росла до 6,5, а затем до 7 млн. В конце июля 1943 года инвестиционно-банковская фирма Dillon, Read & Co. предложила 7,8 млн долл.
30 июля 1943 года RCA объявила о продаже радиосети «American Broadcasting System, Inc.» за 8 млн долл. фирме бывшего заместителя министра торговли и председателя Life Savers Corp. контролируемой Эдвардом Дж. Нобла. 13 августа сделка была одобрена ФКС.

### Слушания в ФКС. Окончание сделок
Одна из важных проблем, связанных с продажей Blue Network, касалась практики сети в отношении «спорных» тем и сторонников. Сеть, ссылаясь на кодекс Национальной ассоциации вещателей, отказалась продавать время профсоюзным организациям, кооперативам и другим пропагандирующим «спорные темы» организациям, но предоставляла им бесплатное эфирное время при возможности представить точку зрения другой стороны. 27 августа 1943 года Конгресс промышленных организаций подал краткую петицию о вмешательстве в процесс FCC по продаже сети. Директор по информационным технологиям пожаловался, что код NAB, касающийся «спорных» передач, не позволяет ему покупать эфирное время. Хотя FCC отклонила ходатайство ИТ-директора о вмешательстве, она действительно пригласила ИТ-директора дать показания на слушаниях.
На слушаниях 10 сентября 1943 года председатель ФКС Джеймс Л. Флай резко осудил политику Blue Network, глава радиосети Марк Вудс в оправдание указывал на её соответствие NAB. 20 сентября 1943 года Эдвард Дж. Нобл свидетельствовал на слушаниях, и председатель Флай интересовался существующей политикой отказа в продаже эфирного времени и поручил ему представить заявление о том, какой будет политика Blue Network с точки зрения «расширения механизмов свободы слова». 3 октября 1943 года Нобл опубликовал письмо в ФКС, в котором было обещано «непредвзятое» отношение к запросам на эфирное время.
Письменного ответа Нобла было достаточно, и 12 октября 1943 года продажа была одобрена ФКС. Нобл был вынужден отказаться от нью-йоркской станции WMCA, которой он владел с 1940 года, но взамен новая материанская компания Blue Network «American Broadcasting System, Inc.» получила нью-йоркскую WJZ и дополнительные радиостанции в Чикаго и Сан-Франциско, систему филиалов из местных радиостанции, а также сдаваемые в аренду стационарных телефонов и определённых студий.
11 и 17 октября 1943 года министерство юстиции прекратило антитрастовое расследование в отношении CBS и NBC. На основании этого Верховный Суд отклонил иск Mutual.

## Перемены (1943—1945 год)
28 декабря 1943 года Нобл продал за 500 тыс. долл. по 12,5 % акций компании Time Inc. и руководителю отдела рекламы Честеру Дж. Ла Рошу, меньшие доли .получил президент Марк Вудс и исполнительный вице-президент Эдгар Кобак. Новая команда управленцев выразила готовность сделать сеть из 116 радиостанций с доходом в 14 млн долл. конкурентоспособной по сравнению с NBC и CBS.
В это время Blue Network продолжала использовать многие из средств вещания NBC, в том числе помещения Radio City в Нью-Йорке и студийный комплекс в Лос-Анджелесе. В то время как сеть проиграла NBC несколько программ, таких как Quiz Kids и Таверна Даффи и трансляции концертов симфонического оркестра NBC, удалось сохранить высокорейтинговую программу Jergen’s Journal (единственная программа радиосети в топ-20, в 1943—1944 году занимала 11 место) и радиопередачи Метрополитен опера, хотя NBC не хотела сохранения за ней прав на эту программу и Town Meeting of the Air. В 1943 году в эфиер радиосети появилась программа «Metropolitan Auditions of the Air», пополнив список их эфиров Метрополитен оперы и бостонского симфонического оркестра.
Хотя к июню 1943 года сеть NBC Blue насчитывала 155 радиостанций, она могла предложить рекламодателям покрытие лишь 76 % процентов владельцев радиоприёмников в США. В этом смысле ослабление контрактной системы филиалов со стороны ФКС позволило радиосети в 1944 году приобрести несколько радиостанций из системы Mutual, хотя её станции всё равно были меньше и менее мощными по сравнению с NBC and CBS.

### Ребрендинг
В декабре 1945 года FCC одобрила передачу лицензий на вещание от The Blue Network, Inc. к American Broadcasting Company. С 22 января 1945 года открывающие и закрывающие эфир объявления сменились на «The Blue Network of the American Broadcasting Company», с 18 февраля та же формулировка появилась при сбое в работе радиостанций.
5 июня 1945 года Blue Network официально сменила название на American Broadcasting Company, ради этого права на эту аббревиатуру были приобретены у трёх сторон, включая Associated Broadcasting Corp. Но даже в 1947 году в ряде рынков ABC рекламировала свои программы пол девизом «Это программа Blue Network!»

## Телевидение
К июню 1945 года развитие коммерческого телевидения в США было замедленно из-за предоставления большего внимания развития военных разработок. Само ABC в целом не спешила переходить на телевизионное вещание, хотя получило одобрение на строительство телевизионных станций для вещания на канале 7 в Нью-Йорке (WJZ-TV), Чикаго, Детройте, Сан-Франциско и Лос-Анджелесе; строительство длилось 1948 и 1949 год. До тех пор, пока эти станции не были построены, ABC пришлось арендовать время и студийные помещения у других станций, включая флагманскую станцию сети DuMont в Нью-Йорке WABD, а также другие станции в Филадельфии (WPVI-TV) и Вашингтоне (WJLA-TV).
Blue Network делала по крайней мере несколько попыток закрепиться на телевидении: подача заявки на разрешение на строительство телевизионной станции в верхнем диапазоне УКВ (подобные заявки были отложены в годы войны), проведение экспериментов по производству телевизионных программ. It is, in fact, the script for the first broadcast.

## Радиостанции Blue Network
В 1930-х и 1940-х годах Blue Network состояла из нескольких групп радиостанций. Основная группа была известна как «Basic Blue» и вещала на Северо-восточные штаты/Новую Англию и частично Верхний Средний Запад в районе Великих озёр. Southern Blue Network покрывала Глубокий Юг, the Mountain Blue Group — Горные штаты, Pacific Coast Blue Network — Тихоокеанские штаты, а Southwestern Blue Group — штаты Оклахома и Техас.
В 1939 году в радиосеть входили следующие радиостанции:
| Basic Blue - WJZ (Нью-Йорк) - WBZ (Бостон, до 15 июня 1942 года) - WHDH (Бостон, 15 июня 1942 года — июнь 1945 года) - WCOP (Бостон, с июня 1945 года) - WBZA (Спрингфилд, до 15 июня 1942 года) - WEAN (Провиденс) - WICC (Бриджпорт) - WFIL (Филадельфия) - WBAL (Балтимор) - WMAL (Вашингтон) - WSYR (Сиракузы) - WHAM (американская радиостанция)/WHAM (Рочестер) - WEBR (Баффало) - KDKA (Питтсбург) | - WHK (Кливленд) - WSPD (Толедо) - WXYZ (Детройт) - WOWO (Форт-Уэйн) - WENR (Чикаго) - KXOK (Сент-Луис) - WMT (Седар Рапидс) - WTCN (Миненаполис — Сент-Пол) - KSO (Де-Мойн) - KOIL (Омаха) - WREN (Канзас-Сити) - WLW (Цинциннати) |

| Southern Blue - WMPS (Мемфис) - WSGN (Бирмингем) - WAGA (Атланта) - WDSU (Новый Орлеан) - WJBO (Батон-Руж) | Rocky Mountain Blue - KVOD (Денвер) - KLO (Огден) - KUTA (Солт-Лейк-Сити) |

| Pacific Coast Blue - KGO (Сан-Франциско) - KECA (Лос-Анджелес) - KEX (Портленд) - KJR (Сиэтл) - KGA (Спокан) - KFSD (Сан-Диего) - KTMS (Санта-Барбара) | Southwestern Blue - KTOK (Оклахома-Сити) - KGKO (Форт Уэрт-Жаллас) - KXYZ (Хьюстон) |

Другими радиостанциями сети в 1939 году были WABY (Олбани, штат Нью-Йорк); WJTN (Джеймстаун, Нью-Йорк); WRTD (Ричмонд, Вирджиния); WLEU (Эри, Пенсильвания); CFCF (Монреаль, Квебек) и WMFF (Платтсбург, Нью-Йорк).

### Книги
- Barson, Michael. Flywheel, Shyster and Flywheel: The Marx Bros' Lost Radio Show. — New York : Pantheon Books, 1988. — ISBN 0-7011-3423-2.
- Blue Network Company. The Blue Network Today; a Memorandum on Its First Independent Year, and Its Present Position in the American System of Broadcasting, with a Note on Blue History. — New York : Blue Network Company, Inc., 1943.
- East, Ed. Ed East & Polly's Fun Book: With Hundreds of Tongue Twisters, Games and Stunts as Broadcast on Ladies be Seated: A Blue Network Presentation. — New York : Blue Network Company, Inc., 1944.
- Encyclopædia Britannica, Inc. Britannica Book of the Year. — Chicago : Encyclopædia Britannica, Inc., 1977.
- Enna Jettick Shoe Co. Favorite Songs. — New York : Enna Jettick Shoe Co., c. 1930.
- Lackmann, Ron. Same Time, Same Station: An A-Z Guide to Radio from Jack Benny to Howard Stern. — New York : Facts on File, 1996. — ISBN 0-8160-2862-1.
- National Broadcasting Company. Blue Network Stories for Children: A Collection of Stories which are Favorites with Children Over the Radio. — Akron, Ohio : Saalfield Publishing Company, 1929.
- National Broadcasting Company. Blue Network Stories for Children: A Collection of Stories which are Favorites with Children Over the Radio. — Akron, Ohio : Saalfield Publishing Company, 1929.
- National Broadcasting Company. Alice in Sponsor-Land: A Chronicle of the Adventures of Alice, the Hatter, the March Hare, and the Dormouse in that Twentieth Century Wonderland on the Other Side of Your Radio Loud Speaker: With a Special Reference, As They Say, to the Entertainment Offerings of the NBC Red Network. — New York : National Broadcasting Company, 1941.
- Ritchie, Michael. Please Stand By: A Prehistory of Television. — Woodstock, New York : Overlook Press, 1994. — ISBN 0-87951-546-5.
- Swartz, Jon. The Handbook of Old-Time Radio: a Comprehensive Guide to Golden Age Radio Listening and Collecting / Swartz, Jon, Reinehr, Robert. — Metuchen, New Jersey : Scarecrow Press, 1993. — ISBN 0-8108-2590-2.
- Terrace, Vincent. Radio's Golden Years: The Encyclopedia of Radio Programs 1930–1960. — San Diego : A.S. Barnes & Co., 1981. — ISBN 0-498-02393-1.

### Интернет-сайты
- Haendiges, Jerry. Vintage Radio Logs. Дата обращения: 8 января 2007.
- Harris, Bill. Three Little Notes of Broadcasting History...The History of the NBC Chimes (Harris). Дата обращения: 8 января 2007.
- McLeod, Elizabeth. Known Broadcasts 1925–1927. Дата обращения: 8 января 2007.
- McLeod, Elizabeth. Network Option Time. Дата обращения: 8 января 2007.
- McLeod, Elizabeth. Red and Blue Networks (McLeod). Дата обращения: 8 января 2007.
- Shedden, David. The First Convention Broadcast. Дата обращения: 8 января 2007. Архивировано 25 ноября 2006 года.
- Shoshani, Michael. History of the NBC Chimes. Дата обращения: 8 января 2007.
- Shreve, Jr., Ivan G. Uncle Miltie. Дата обращения: 8 января 2007. Архивировано 15 мая 2007 года.
- White, Thomas H. United States Early Radio History. Дата обращения: 8 января 2007.
- NBC History Files. Дата обращения: 8 января 2007.
- Top-Rated NBC Blue. Дата обращения: 9 декабря 2008. Архивировано 28 сентября 2007 года.
- Top Blue/ABC. Дата обращения: 9 декабря 2008. Архивировано 28 сентября 2007 года.
- George Foster Peabody Award Winners (PDF). Дата обращения: 8 января 2007. Архивировано 9 декабря 2006 года.
- Official Web Site of Helen Hayes – Radio. Дата обращения: 8 января 2007. Архивировано 15 января 2007 года.
- duPont Advertising. Дата обращения: 8 января 2007. Архивировано 1 января 2007 года.
- duPont Heritage. Дата обращения: 8 января 2007. Архивировано 8 декабря 2006 года.
- The Authentic History Center. Дата обращения: 8 января 2007. Архивировано 6 декабря 2006 года.
- This Day In History, Dec. 25. Дата обращения: 8 января 2007. Архивировано 24 января 2007 года.
- 1943–1944 Ratings. Дата обращения: 8 января 2007.

### Другие источники
- Matchbook covers for radio stations WFCI, WJW and WISH, collection of E.O. Costello
- Publicity photo for «The House on Q Street», Blue Network, 1944, collection of E.O. Costello
- Publicity photo of Dorothy Thompson, dated 9/6/39, NBC Blue, collection of E.O. Costello
- NBC publicity photo No. 15538 (Smetana photo)
- Souvenir program, Maurice B. Sachs Amateur Hour, dated September 30, 1945, collection of E.O. Costello
- Ticket for the March 19, 1944 broadcast of «Fun Valley», collection of E.O. Costello
- National Broadcasting Company. Broadcasting the Metropolitan. — New York : National Broadcasting Company, 1937., collection of E.O. Costello
- The American Rolling Mill Co. Miracle of Steel: A Radio Talk by the Armco Ironmaster. — Middletown, Ohio, 1939., collection of E.O. Costello